# Ancistrocercus brevicauda
Ancistrocercus brevicauda är en insektsart som först beskrevs av Henri Saussure och Francois Jules Pictet de la Rive 1898.  Ancistrocercus brevicauda ingår i släktet Ancistrocercus och familjen vårtbitare. Inga underarter finns listade i Catalogue of Life.